# 国朝先正事略
《国朝先正事略》，清代李元度著作，60卷500篇十大冊。

## 內容主旨
《国朝先正事略》記錄清帝國建朝至咸豐朝朝野聞人1108人傳略，同治三年開始撰寫，五年成籍於赴貴州平變之前，分〈名臣〉、〈名儒〉、〈經學〉、〈文苑〉、〈遺逸〉、〈循良〉、〈孝義〉七門；光緒十六年鄒存淦校對抄本，另朱孔彰著有《国朝先正事略續編》四卷。